# Убеєвське сільське поселення
Убе́євське сільське поселення (рос. Убеевское сельское поселение) — муніципальне утворення у складі Красноармійського району Чувашії, Росія. Адміністративний центр — село Убеєво.

## Населення
Населення — 1443 особи (2019, 1668 у 2010, 1760 у 2002).

## Склад
До складу поселення входять такі населені пункти:
| Населений пункт         | Населення, осіб (2002) | Населення, осіб (2010) |
| ----------------------- | ---------------------- | ---------------------- |
| Байсубіно, присілок     | 209                    | 211                    |
| Верхні Кожари, присілок | 92                     | 83                     |
| Досаєво, присілок       | 402                    | 367                    |
| Кірегасі, присілок      | 43                     | 33                     |
| Нижні Кожари, присілок  | 137                    | 125                    |
| Нові Ігіті, присілок    | 159                    | 168                    |
| Убеєво, село            | 308                    | 249                    |
| Янмурзино, присілок     | 410                    | 432                    |